# Dimitrios Grigoriou
Pour les articles homonymes, voir Grigoriou.
 (mars 2024).
La mise en forme du texte ne suit pas les recommandations de Wikipédia : il faut le « wikifier ».
Les points d'amélioration suivants sont les cas les plus fréquents. Le détail des points à revoir est peut-être précisé sur la page de discussion.
- Les titres sont pré-formatés par le logiciel. Ils ne sont ni en capitales, ni en gras.
- Le texte ne doit pas être écrit en capitales (les noms de famille non plus), ni en gras, ni en italique, ni en « petit »…
- Le gras n'est utilisé que pour surligner le titre de l'article dans l'introduction, une seule fois.
- L'italique est rarement utilisé : mots en langue étrangère, titres d'œuvres, noms de bateaux, etc.
- Les citations ne sont pas en italique mais en corps de texte normal. Elles sont entourées par des guillemets français : « et ».
- Les listes à puces sont à éviter, des paragraphes rédigés étant largement préférés. Les tableaux sont à réserver à la présentation de données structurées (résultats, etc.).
- Les appels de note de bas de page (petits chiffres en exposant, introduits par l'outil «  Source ») sont à placer entre la fin de phrase et le point final[comme ça].
- Les liens internes (vers d'autres articles de Wikipédia) sont à choisir avec parcimonie. Créez des liens vers des articles approfondissant le sujet. Les termes génériques sans rapport avec le sujet sont à éviter, ainsi que les répétitions de liens vers un même terme.
- Les liens externes sont à placer uniquement dans une section « Liens externes », à la fin de l'article. Ces liens sont à choisir avec parcimonie suivant les règles définies. Si un lien sert de source à l'article, son insertion dans le texte est à faire par les notes de bas de page.
- La présentation des références doit suivre les conventions bibliographiques. Il est recommandé d'utiliser les modèles {{Ouvrage}}, {{Chapitre}}, {{Article}}, {{Lien web}} et/ou {{Bibliographie}}. Le mode d'édition visuel peut mettre en forme automatiquement les références.
- Insérer une infobox (cadre d'informations à droite) n'est pas obligatoire pour parachever la mise en page.

Pour une aide détaillée, merci de consulter Aide:Wikification.
Si vous pensez que ces points ont été résolus, vous pouvez retirer ce bandeau et améliorer la mise en forme d'un autre article.
 (mars 2024).
Dimitrios Grigoriou ( 7 septembre 1998 ), mieux connu sous son nom de scène Mighty Jimm, est un b-boy belgo - grec.

## Cycle de vie
Grigoriu, fils d'un père grec et d'une mère belge a grandi en Grèce. Il a ensuite déménagé en Belgique où il a commencé à travailler comme professeur de danse et artiste professionnel.
En 2022, il a remporté la victoire au classement général à l'occasion de la finale belge du « Red Bull BC One » et il s'est qualifié pour la « Red Bull BC One World Final » à New York. Là, il a obtenu une place dans le top 16. En 2023, l'Anversois a terminé dans le top 8 aux Championnats du monde de breaking à Louvain,.Bronnen
De Meyer, F., Hoog geboren, ambitieus en eigenzinnig. Marie Catherine Josephe, gravin van Merode en prinses van Rubempré en Everberg (1743-1794). Gorrendijk, 2023.
De Meyer, F. en Verberckmoes, J., ‘Marie Catherine van Merode, edelvrouw, prinses van Rubempré en Everberg’, in : Nationaal Biografisch Woordenboek, deel 25 (2022), pp. 853-868.
De Meyer, F. ‘Een gedreven patrimoniumbeheerder. Marie Catherine Josephe, gravin van Merode en prinses van Rubempré en Everberg (1743-1794)’, in: Historica. Tijdschrift voor gendergeschiedenis, 47/1 (2024), pp. 8-14 (https://doi.org/10.21827/historica.47.1.8-14).
https://historiek.net/ook-vrouwen-beheerden-in-de-achttiende-eeuw-al-adellijke-familiebezittingen/169165/
1. ↑  Biografie Mighty Jimm, AMA Management
2. ↑  Landgenoot Mighty Jimm schittert tussen wereldtop breaking, Red Bull Belgium, 13 november 2022
3. ↑  BRAL Sander, Breakdancers Mighty Jimm en Camine uit Antwerpen vertegenwoordigen ons land in New York, Het Laatste Nieuws, 2 april 2022
4. ↑  Veelbelovend voor Parijs ‘24: Mighty Jimm schaart zich als eerste Belgische man ooit bij laatste zestien op WK breakdance, Het Nieuwsblad, 11 november 2022
5. ↑  DELVAUX Maarten, Twee Antwerpenaars verklappen hoe ze op het WK breaking in de prijzen willen vallen: “Steel nooit iemands moves”, Gazet van Antwerpen, 21 september 2023
6. ↑  Belg Mighty Jimm in top 8 op WK Breaking in Leuven, wereldtitels voor Amerikaanse en Litouwse dansers, Sporza, 24 september 2023